# Pseudocalliope variceps
Pseudocalliope variceps är en tvåvingeart som först beskrevs av Daniel William Coquillett 1902.  Pseudocalliope variceps ingår i släktet Pseudocalliope och familjen lövflugor.
Artens utbredningsområde är Texas. Inga underarter finns listade i Catalogue of Life.